# Erik Quekel
Erik Quekel ('s-Hertogenbosch, 16 april 1987) is een Nederlands voormalig betaald voetballer die doorgaans als aanvaller speelde. 

## Clubcarrière
Quekel debuteerde in het seizoen 2006/07 in het betaald voetbal in het shirt van TOP Oss. Daarvoor speelde hij 85 wedstrijden, waarin hij 36 doelpunten maakte. Na een jaar bij FC Dordrecht speelde Quekel vanaf het seizoen 2011/12 voor Helmond Sport. Begin seizoen 2013/14 trainde hij mee bij FC Oss, maar dat had geen financiële ruimte om hem onder contract te nemen. Rivaal FC Den Bosch had gezien een blessure van Tom van Weert een spitsenprobleem en had wel de gelegenheid Quekel een contract aan te bieden. Vanaf het seizoen 2013/14 speelde hij zodoende weer in Brabant. De harde kern van FC Oss had geen begrip voor de situatie en dat leverde de Osse-familie Quekel enkele bedreigingen op. Quekel debuteerde op 15 september 2013 voor Den Bosch, tegen zijn oude club FC Oss. Den Bosch won met 0-1.
FC Den Bosch verhuurde Quekel in februari 2015 aan PSV, dat hem aantrok als versterking voor het belofteteam, Jong PSV. In 2015 maakte hij transfervrij de overstap naar het dan net naar de Eredivisie gepromoveerde De Graafschap, waar hij een contract tekende tot medio 2017. In augustus 2017 ging Quekel terug naar FC Oss, de club waar hij ooit aan zijn profloopbaan begon. In 2018 beëindigde hij zijn profloopbaan.
Hierna volgde hij een opleiding voor basisschoolleraar en werkte daarnaast als fitnessinstructeur. Als amateur voetbalde Quekel nog bij FC Schadewijk. Daar werd hij in 2023 hoofdtrainer.

### Clubstatistieken
| Seizoen | Club          | Competitie     | Competitie | Competitie | Beker | Beker | Internationaal | Internationaal | Totaal | Totaal |
| Seizoen | Club          | Competitie     | Wed.       | Dlp.       | Wed.  | Dlp.  | Wed.           | Dlp.           | Wed.   | Dlp.   |
| ------- | ------------- | -------------- | ---------- | ---------- | ----- | ----- | -------------- | -------------- | ------ | ------ |
| 2006/07 | TOP Oss       | Jupiler League | 25         | 10         | ?     | ?     | —              | —              | 25     | 10     |
| 2007/08 | TOP Oss       | Jupiler League | 38         | 16         | ?     | ?     | —              | —              | 38     | 16     |
| 2008/09 | TOP Oss       | Jupiler League | 24         | 10         | ?     | ?     | —              | —              | 24     | 10     |
| 2009/10 | FC Oss        | Jupiler League | 0          | 0          | 0     | 0     | —              | —              | 0      | 0      |
| 2010/11 | FC Dordrecht  | Jupiler League | 29         | 7          | 2     | 0     | —              | —              | 31     | 7      |
| 2011/12 | Helmond Sport | Jupiler League | 34         | 18         | 1     | 0     | —              | —              | 35     | 18     |
| 2012/13 | Helmond Sport | Jupiler League | 23         | 4          | 1     | 1     | —              | —              | 24     | 5      |
| 2013/14 | FC Den Bosch  | Jupiler League | 32         | 20         | 1     | 0     | —              | —              | 33     | 20     |
| 2014/15 | FC Den Bosch  | Jupiler League | 17         | 5          | 1     | 0     | —              | —              | 18     | 5      |
| 2014/15 | Jong PSV      | Jupiler League | 15         | 3          | —     | —     | —              | —              | 15     | 3      |
| 2015/16 | De Graafschap | Eredivisie     | 8          | 0          | 1     | 0     | —              | —              | 9      | 0      |
| Totaal  | Totaal        | Totaal         | 245        | 93         | 7     | 1     | 0              | 0              | 252    | 94     |

Bijgewerkt op 16 december 2015.